# Yi Zhou
Pour les articles homonymes, voir Zhou.
Yi Zhou (Shangaï- ) est une artiste multimedia chinoise.

## Biographie
Fille d'un "magnat des high-techs",, elle est élevée par ses grands-parents à Hangzhou puis étudie d'abord là l'Institut d'études politiques de Paris,. En 2011, elle produit une installation, 1280 TOWERS, Place Vendôme, en collaboration avec la galerie Jérôme de Noirmont ; puis une vidéo 3D, DVF 2011 pour Diane von Fürstenberg où sort de la bouche de cette dernière des icônes féminines comme Audrey Hepburn, Maggie Cheung, Michelle Obama, Wonder Woman, Marlène Dietrich, Elizabeth Taylor, Angelina Jolie, Charlotte Casiraghi, Mère Teresa ou Diane von Furstenberg, elle-même à la Pace Gallery de Pékin, dont la musique fut composée par Ennio Morricone. Elle participe au Festival de Sundance et à la 54e Biennale de Venise puis à la Conférence TED, en 2012. Après avoir collaboré avec Charlotte Gainsbourg, Air ou Pharrell Williams, elle devient directrice artistique pour le site Weibo. En 2014, elle présente son travail au Palais des beaux-arts de Lille. En 2020, elle collabore avec Emmanuel-Philibert de Savoie sur un projet artistique de réintroduction de la monarchie en Italie.

## Festivals de cinéma
| Year | Film Festival          | Video Works                                                                            | Section                                             |
| ---- | ---------------------- | -------------------------------------------------------------------------------------- | --------------------------------------------------- |
| 2007 | Venice Film Festival   | "Avatars"                                                                              | "Short Film Industry Screening"                     |
| 2008 | Venice Film Festival   | “My Heart Laid Bare” featuring actress Charlotte Gainsbourg                            | "Short Film Industry Screening"                     |
| 2008 | Sundance Film Festival | "Paradise"                                                                             | "International Animated Shorts" (in competition)    |
| 2009 | Sundance Film Festival | "Hear, Earth, Heart"                                                                   | "International Documentary Shorts" (in competition) |
| 2010 | Sundance Film Festival | "One of These Days", "My Heart Laid Bare", "Hear, Earth, Heart", "Paradise", "The Ear" | Retrospective exhibition at Sundance Institute      |
| 2011 | Sundance Film Festival | "The Greatness"                                                                        | "International Animated Shorts" (in competition)    |